# Dorothea de Ficquelmont
La Dorothea de Ficquelmont, nascuda comtessa Dorothea von Tiesenhausen 26 d'octubre [C.J. 14 d'octubre] de 1804 a Sant Petersburg, Imperi Rus—10 d'abril de 1863, Venècia [o Viena], Imperi austríac, fou una aristòcrata, escriptora i salonista russa d'origen germanobàltica, que editava un diari publicat el 1950. Sovint s'en parla com de Dolly de Ficquelmont. En rus es diu Daria Fiódorovna (Дарья Фёдоровна). Des de la dècada del 1920, segons alguns rumors hauria tingut un romanç amb Puixkin, una versió que té partidaris i detractors. Era neta del mariscal de camp Mikhaïl Kutúzov, filla de Ielizaveta Mikhàilovna Khítrovo i esposa del diplomàtic i polític austríac Karl Ludwig von Ficquelmont.

## Biografia

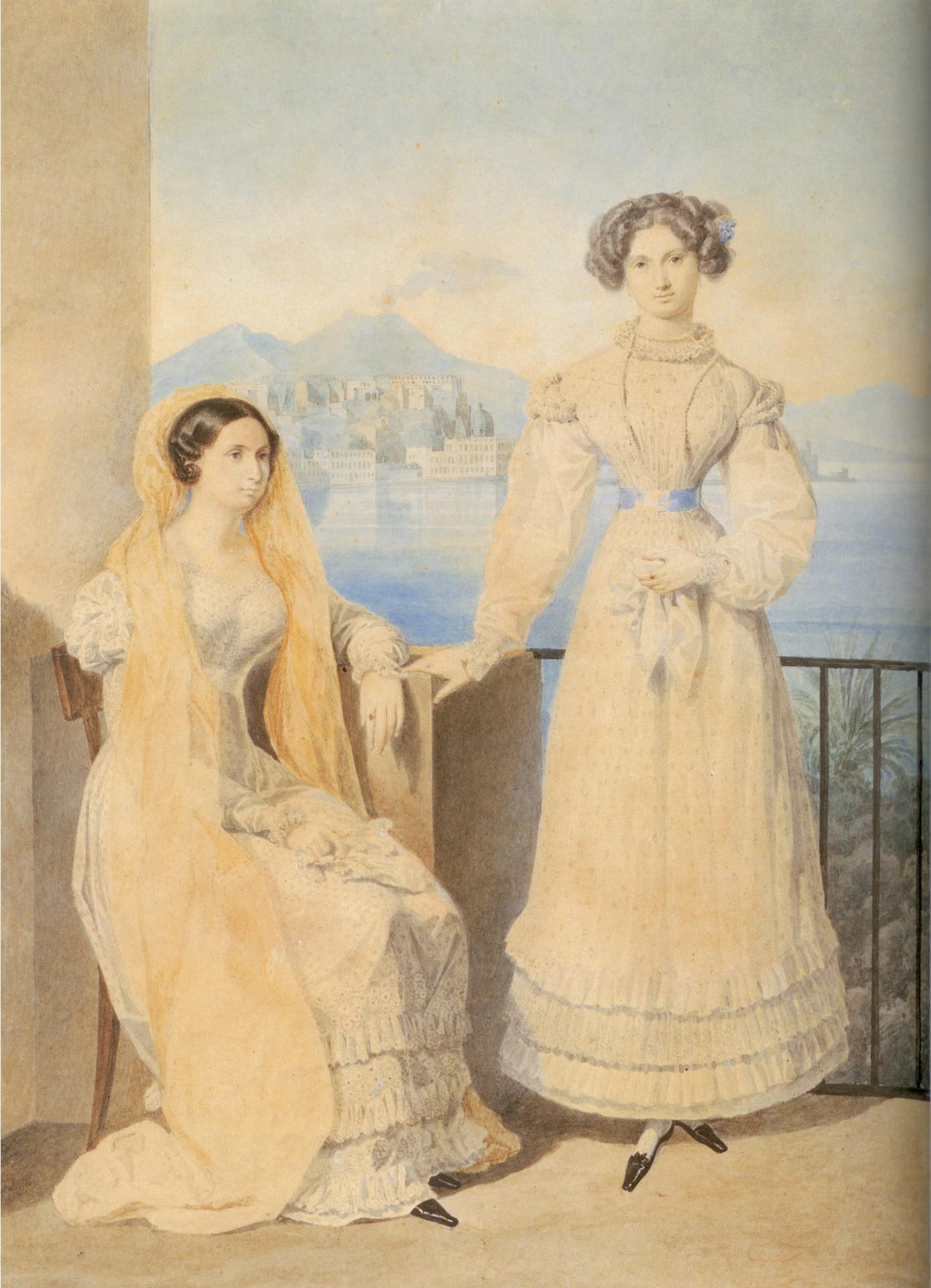
La comtessa Dolly de Ficquelmont i la seva germana Caterina, per Aleksandr Briul·lov

Dolly von Tiesenhausen era la filla del comte Ferdinand von Tiesenhausen, ajudant de camp de l'emperador Alexandre I de Rússia, que va morir a Austerlitz, i de la princesa Ielizabeta «Lisa» Kutúzova, filla del príncep Kutuzov. La seva mare es va tornar a casar el 1811 amb el comte Nikolai Khítrovo, enviat especial de Rússia al Gran Ducat de Toscana. A partir de 1815, Dolly von Tiesenhausen va passar la seva infància amb la seva mare i la seva germana Caterina —futura dama d'honor de la cort imperial de Rússia— a Reval (Tallinn) a continuació, es traslladà a Florència, on va passar la resta de la seva joventut.
El 3 de juny 1821 es va casar amb el comte Charles-Louis de Ficquelmont, ambaixador austríac davant d'Habsburg-Toscana, que era 27 anys més gran. Després del matrimoni, el comte va ser nomenat ambaixador a la cort del rei Ferran I de les Dues Sicílies a Nàpols. Tot i els problemes revolucionaris al Regne de les Dues Sicílies i les creixents tensions entre Àustria i Nàpols, els Ficquelmont s'integraren perfectament en l'alta societat aristocràtica de Nàpols.
El 1823, els Ficquelmont van viatjar a Sant Petersburg. L'emperador Alexandre oferí a la seva mare, la princesa Khítrova, una pensió imperial i la família es veia sovint a la cort.

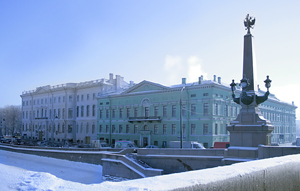
Vista de la mansió Saltikov

De tornada a Nàpols el 1825, Dolly va donar a llum la seva única filla, Elisabet Alexandra-Maria Teresa de Ficquelmont, princesa Clary-Aldringen per matrimoni.
El 1829, el marit de Dolly va ser nomenat ambaixador d'Àustria a Rússia. La mansió Saltikov va ser llogada pel govern austríac com a ambaixada. La mare de Dolly, Ielizaveta Khítrova, tenia els seus propis apartaments al palau i hi celebrava un saló literari. La comtessa de Ficquelmont, que va prendre gran interès per la literatura, la filosofia, la religió i la política, també hi celebrava el seu propi saló. Aleksandr Turguénev, Viàzemski o Ivan Kozlov eren habituals al saló de la comtessa. Aleksandr Puixkin va ser vist sovint en un saló de Ficquelmont que va ser descrit pel príncep Viàzemski com «un lloc de saviesa i d'intel·ligència».
En paraules de Viàzemski:
| « | Tot allò que es bellugava en l'àmbit polític, literari, social d'Europa i Rússia obtenia un ressò fidel en aquests dos salons estretament relacionats [Khítrovo-Ficquelmont]. No hi havia menester de llegir diaris, com els atenesos, que a més no en tenien de diaris, i havien viscut, estudiat, filosofat i gaudit mentalment a les porxades i a les places. Així que en aquests dos salons hom podia proveir-se d'informació sobre tots els assumptes del dia, que van des de pamflets polítics i un discurs parlamentari d'un parlant de francès o anglès fins a una novel·la o una creació dramàtica d'un dels favorits d'aquella època literària. Hi havia també una revisió dels esdeveniments actuals, una editorial amb les seves pròpies opinions, i de vegades conviccions, i era fàcil trobar-hi una obra de teatre, un estudi de personatges. El millor de tot és que aquest món de boca en boca, aquest diari parlat, es publicava sota la direcció de dues dones amables i encantadores. | » |

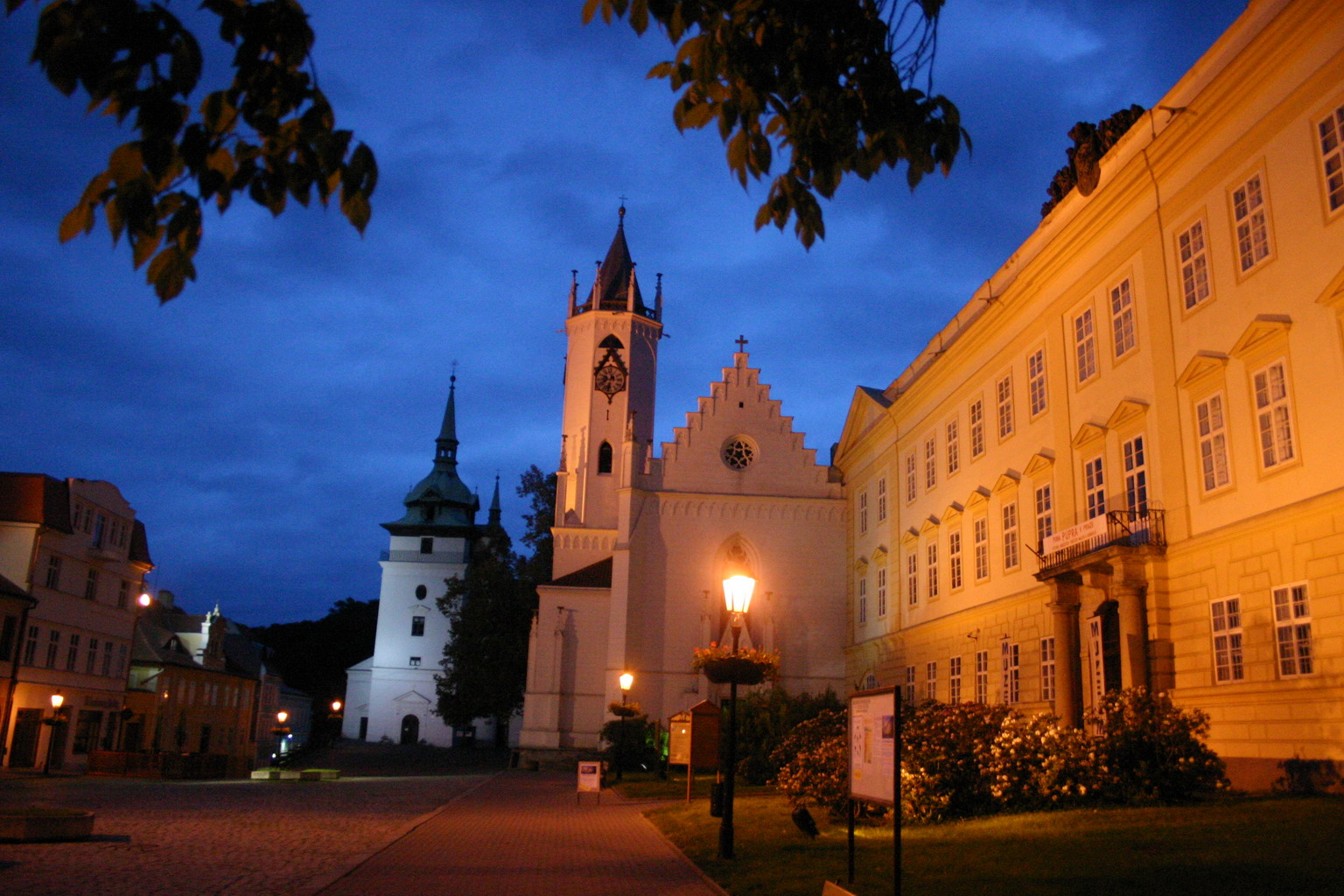
Castell de Teplitz

El 1839 el seu marit va ser convidat a Viena per assumir les funcions del Ministeri d'Afers Exteriors, de manera que els Ficquelmont van sortir de Rússia. Durant els seus anys restants, Dolly va viure essencialment entre els seus palaus de Viena i Venècia i el castell de la seva filla a Teplitz.
El seu marit, el comte de Ficquelmont, va ser ministre president de l'imperi durant el tumultuós període de 1848. Tanmateix, com a estret aliat de Rússia, va ser acusat de donar suport a la repressió russa. La comtessa, que s'estava al seu palau de Venècia en aquell moment, va ser detinguda dues vegades per la guarda civil veneciana i, finalment, va haver de sortir de la ciutat a bord d'un vaixell anglès amb la seva filla, gendre i nets.
La família finalment va tornar a Venècia després que acabés la revolució i el comte de Ficquelmont va morir al seu palau venecià, palazzo Clary, el 1857.
Després de la mort del seu marit, Dolly va continuar escrivint la seva correspondència i preparar-ne la publicació. Contenia sobretot pensaments polítics i filosòfics. També va escriure un Journal (diari personal) en francès, que va ser publicat el 1950 en italià i rus. El període de Sant Petersburg va ser estudiat de prop per l'historiador Antoni Florovski (1884-1968).
La comtessa Dolly Ficquelmont està enterrada a la capella familiar dels Clary-Aldringe a Dubí, prop de Teplitz.

## Relació amb Puixkin
La comtessa de Ficquelmont es va trobar amb Aleksandr Puixkin durant la tardor 1829 i sovint el va convidar al seu palau de Sant Petersburg. Es van fer amics. El 1922 l'historiador Mstislav Tsiavlovski publicà els escrits del poeta Pàvel Nasxokín (amic de Puixkin): segons Piotr Barténev, Puixkin era enamorat d'una dona noble de l'alta societat que regentava un saló a Sant Petersburg. El nom de la dona no s'esmenta en la història de Nasxokín, però s'identifica amb Daria Fiódorovna, o sigui, la comtessa de Ficquelmont. Es creu també que el palau dels Ficquelmont és l'escenari citat com a «palau de la vella comtessa» en la novel·la de Puixkin La dama de piques o El secret de la comtessa. Puixkin també hauria representat els seus propis sentiments per Dolly en l'amor de Hermann per Lisa. De fet, la relació entre la comtessa de Ficquelmont i el seu marit era perfecta.